# Trelleborg (gemeente)
Trelleborg (Trelleborgs kommun) is een Zweedse gemeente in Skåne en de meest zuidelijk gelegen gemeente in Zweden. De gemeente behoort tot de provincie Skåne län. Ze heeft een totale oppervlakte van 1181,7 km² en telde 39.477 inwoners in 2004. De zuidgrens van de gemeente bestaat uit 35 kilometer strand. Aan de noordgrens bevindt zich bos en in het midden vruchtbaar landbouwgebied. De stad Trelleborg vormt de centrale kern van de gemeente Trelleborg en ligt ongeveer 30 kilometer ten zuiden van Malmö.

## Plaatsen
Trelleborg (stad) - Anderslöv - Gislövs läge och Simremarken - Smygehamn - Skegrie - Beddingestrand - Klagstorp - Alstad - Grönby - Böste läge - Gislöv - Fuglie - Gylle en Fjärdingslöv - Gränsbo - Gylle - Hammarlöv - Haglösa - Kurland - Västra Tommarp

## Zustergemeenten
Trelleborg onderhoudt partnerschappen met Holbaek (Denemarken), Sassnitz, Stralsund en Lübeck (Duitsland) en Bitola (Macedonië).
Ängelholm · Åstorp · Båstad · Bjuv · Bromölla · Burlöv · Eslöv · Hässleholm · Helsingborg · Höganäs · Höör · Hörby · Kävlinge · Klippan · Kristianstad · Landskrona · Lomma · Lund · Malmö · Örkelljunga · Osby · Östra Göinge · Perstorp · Simrishamn · Sjöbo · Skurup · Staffanstorp · Svalöv · Svedala · Tomelilla · Trelleborg · Vellinge · Ystad